# Émile Damecour
Émile Damecour, né le 15 octobre 1846 à Tribehou (Manche) et mort le 27 juillet 1940 à Coutance (Manche), est un homme politique français.
Notaire, puis propriétaire foncier, il est très impliqué dans les organisations agricoles. Sénateur de la Manche de 1920 à 1940, il est le doyen d'âge du Sénat de 1933 à 1940.

## Sources
- « Émile Damecour », dans le Dictionnaire des parlementaires français (1889-1940), sous la direction de Jean Jolly, PUF, 1960 [détail de l’édition]